# Torpedofächer
Torpedofächer ist die Bezeichnung für eine Taktik beim Angriff eines Schiffes mit mehreren Torpedos gegen ein feindliches Schiff. Bezeichnend für diese Taktik ist die Zieleinstellung der Torpedos auf leicht nebeneinander liegende Stellen, so dass ihre Laufbahnen sich wortwörtlich „auffächern“ und dadurch ein größeres Zielgebiet abdecken.

## Beschreibung

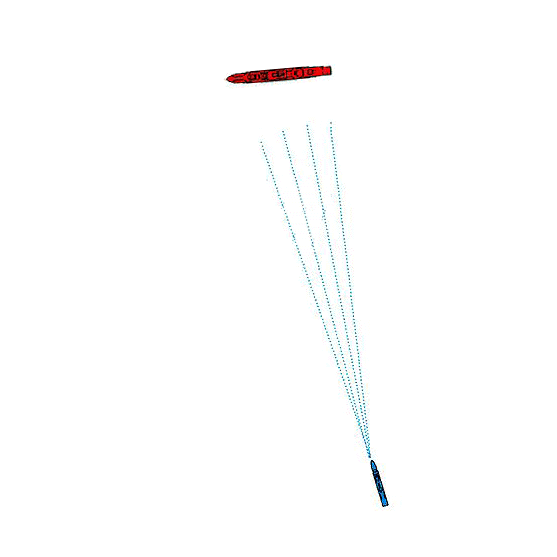
Schematische Darstellung eines Torpedofächers

Da ein Torpedo oft aus relativ großem Abstand zum Zielschiff abgeschossen wird, sich dieses Schiff noch dazu meist bewegt und die technische Zuverlässigkeit von Torpedos insbesondere in früheren Jahrzehnten beschränkt war, ist eine gewisse Wahrscheinlichkeit vorhanden, dass ein einzelner Torpedo das Ziel verfehlen würde oder es zwar treffen, aber nicht explodieren würde. Ein Fächerschuss ist auch angebracht, wenn das Ziel nur durch mehrere Treffer versenkt werden kann, etwa große Kriegsschiffe.  
Um die Wahrscheinlichkeit einer Explosion zu erhöhen, schießt man daher je nach strategischer Wichtigkeit des Ziels gerne gleich mehrere Torpedos auf das Zielschiff ab. Dabei variiert man die Kurse der Torpedos so, dass nicht alle auf dieselbe Stelle zielen, sondern auf leicht nebeneinander versetzte Stellen, in Abhängigkeit von Entfernung, Geschwindigkeit und aktuellem Kurs des Zielschiffs. Von oben betrachtet, erinnern die Spuren der laufenden Torpedos im Wasser an die Stäbe eines Fächers, daher hat sich im Deutschen die Bezeichnung Torpedofächer für diese Angriffstaktik etabliert.
Einen „Fächer zu schießen“ ist insbesondere für einfache Torpedotypen angebracht, die nach dem Abschuss nur geradeaus laufen können. In den ersten Jahren ihrer Entwicklung standen nur solche Torpedos zur Verfügung. Erst später wurden „intelligente“ Torpedos entwickelt, die in der Lage waren, ihr Ziel selbstständig zu suchen.